# 史上最高のカンパイ! 戦地にビールを届けた男
『史上最高のカンパイ! 戦地にビールを届けた男』（原題：The Greatest Beer Run Ever）は、2022年制作のアメリカ合衆国のコメディ映画。
ベトナム戦争時、戦地に赴いた地元の仲間へビールを届けたアメリカ人男性チッキー・ドナヒューの実話の映画化。ピーター・ファレリー監督。2022年9月30日にApple TV+で配信。

## キャスト
- ジョン“チッキー”・ドナヒュー：ザック・エフロン（森田成一）
- アーサー・コーツ：ラッセル・クロウ（山路和弘）
- 大佐：ビル・マーレイ（江原正士）
- ボビー・パパス：カイル・アレン
- ジェイク・ピッキング
- ウィル・ロップ
- アーチー・ルノー
- チッキーの父親：ポール・アデルスタイン（花輪英司）
- チッキーの母親：シャーリーアン・カラジャン（水神のりこ）